# Pasir Baru (Halongonan)
Pasir Baru is een bestuurslaag in het regentschap Padang Lawas Utara van de provincie Noord-Sumatra, Indonesië. Pasir Baru telt 34 inwoners (volkstelling 2010).